# Padrão seiscentista de Ansião
O Padrão seiscentista de Ansião localiza-se em Ansião no distrito de Leiria, Portugal.
No ano de 1686, o Senado de Ansião, erigiu o Padrão, em homenagem a D. Luís de Meneses, que ainda se encontra na vila, e onde se pode ler a seguinte inscrição latina:
IN PERPETVAM REI MEMORIAM/D LUDOVICO MENESIO COMITI ERICEIRÆ  RE-/GIS PETRI II A CONSILIO SATVS ET FISCO/PRÆPOSITO IN TRASTAGANA PROVINCIA/MAXIMO TORMENTORVM PRÆFECTO IN/TRANSMONTANA PRÆTORI PRO VICTO CA-/NALENSI PRÆLIO IOANNE AVSTRIACO EBO/RAQ RECCVPERATA HOC ILLI OPPIDVM CVM IV-/RISDITIONE CONCESSV AVCTVSQ FVIT ALIIS/PRÆMIJS ET HONORIBVS QVOD XVIII ANNOS/BELLO IMPENDIT QVINQ PRÆLIJS ET PLVRI-/MIS VRBIVM OBSEDIONIBVS INTERFVIT AD-/EPTVSQ EST GLORIAM MILITAREM ET/POSTQVAM FVIT PACE MVTATVM MAXI/MA EJVS MVNIA CVM LAVDE EXERCVIT/IDEO ANSIANENSIS SENATVS HOC ERI-/GI MVNVMENTVM CVRAVIT/ANNO DOMINI MDCLXXXVI
Em português essa inscrição seria, mais ou menos, do seguinte teor:
«Para Perpétua Memória/A D Luís de Meneses Conde da Ericeira d'El-/Rei PedroII Conselheiro de Estado e do Fisco/Intendente Na Província do Alentejo/Supremo General de Artilharia/Governador da Província de Trás-os-Montes/em vez de João de Áustria/vencido na batalha do Canal/E após a recuperação da cidade de Évora/esta pela jurisdição/que lhe foi concedida o cumulou de tais/prémios e honras por durante 18 anos/se haver dedicado à guerra por ter travado/cinco batalhas e ter participado em tantos/cercos à cidade obtendo glória militar e/alcançada a paz exerceu os maiores/cargos com louvor Por isso o Senado/de Ansião tratou de lhe mandar erigir/este monumento/No ano do Senhor de 1686»
A classificação do Padrão como património arquitetónico encontra-se em estudo.